# 非接觸式電子錢包應用標準

易通卡

非接觸式電子錢包應用標準（英語：Contactless e-Purse Application，簡寫：CEPAS）是新加坡的非接觸式電子錢包及智慧卡之標準架構。CEPAS在整個新加坡島都有設點且自2009年10月1日起取代原先使用FeliCa技術的易通卡。

## 功能及技術規格
CEPAS提供用於非接觸式電子錢包的程序和資料，允許多用途儲值卡（MPSV）的共同操作。
現行的CEPAS為2.0版本遵照ISO/IEC 7816-4: 2005規格。主要的指令為：讀取錢包、偵測錢包、信用錢包。其他的功能有自動儲值、部分退款，並可以在最後一筆交易金額借支、和累積借支。在這個版本中，控制電子錢包的管理金鑰是活動式的，而原子性（atomicity，或稱不可分割性）則是用來確保跨介面傳輸可靠性的金鑰。

## 背景
CEPAS是由新加坡資通訊發展管理局（英語：Infocomm Development Authority of Singapore，簡稱：IDA。2016年改組為資通訊媒體發展管理局，簡稱：IMDA）領導的iN2015資訊通信總體規劃的關鍵下一世代電子支付計劃之一。主要目的是希望由1張多用途存儲值卡（Multi Purpose Stored Value Card）在新加坡各種大眾運輸工具（巴士、新加坡地鐵、新加坡輕軌列車系統、聖淘沙捷運、計程車）、駕車（電子道路收費、停車費）之車資、規費、商店小額消費，或支付其他服務款項。
CEPAS是當時資通訊發展管理局、新加坡陸路交通管理局及新加坡資訊通信發展管理局（ITSC）管轄的卡片和個人身份識別技術委員會（CPITC）主導，星網電子付款私人有限公司（NETS），以及易通私人有限公司（EZ-Link）2家私人企業共同研發的標準 。
CEPAS由新加坡標準生產力暨創新局於2006年6月27日在新加坡國際會議展覽中心舉行的"CEPAS發布暨下一代電子支付研討會"期間發佈並啟用。而符合CEPAS標準的易通卡於2008年12月29日開始發售。

## 現在及未來的發展方向
新加坡現在的小額支付共有2套系統，分別為易通卡及萬捷通卡。易通卡以大眾運輸工具資費支付為主，萬捷通卡以道路通行（電子道路收費，停車費）為主，並拿下大部分小額支付的市場。2套系統卡片和讀卡器目前不能交互識別，所以用戶必須同時持有2個系統的儲值卡來支付費用。
CEPAS的目標是提高易通卡小額支付的交易量並開放萬捷通卡支付車資。

## 批評
市民曾經批評，以銀行轉賬（GIRO）為CEPAS規格易通卡提供的自動儲值服務，每次儲值都要收取管理費，而且申請自動儲值的手續比之前麻煩。而原來FeliCa規格的易通卡自動儲值服務是免費的。

## 外部連結
- Specification for Contactless ePurse Application (CEPAS) （页面存档备份，存于）